# South Gate (Califórnia)
South Gate é uma cidade localizada no estado americano da Califórnia, no condado de Los Angeles. Foi incorporada em 20 de janeiro de 1923.
A banda Cypress Hill é proveniente da cidade.

## Geografia
De acordo com o United States Census Bureau, a cidade tem uma área de 19 km², onde 18,7 km² estão cobertos por terra e 0,3 km² por água.

### Localidades na vizinhança
O diagrama seguinte representa as localidades num raio de 8 km ao redor de South Gate.

## Demografia
Segundo o censo nacional de 2010, a sua população é de 94 396 habitantes e sua densidade populacional é de 5 034,05 hab/km². Possui 24 160 residências, que resulta em uma densidade de 1 288,43 residências/km².